# Паволоч
Па́волоч (також Поволоч) — село (давніше містечко) в Україні, у Житомирському районі Житомирської області. Розташоване при впадінні річки Паволочки в річку Роставицю. Населення становить 1437 осіб (станом на 2001 рік).

## Етимологія назви поселення Паволоч
Дослідники пов'язують назву з паволокою — дорогою шовковою тканиною, що завозилася із заморських країн. Як доказ, етимологію назви Паволоч пов'язують із транспортуванням паволоки по річках Дніпро, Рось, Роставиця з наступним її зберіганням у фортеці, яка згодом дістала назву Паволоч.
Іншою версією походження назви села є походження від міри площі — волоки. Кожному селянину надавали по волоці. Імовірніше за все, через це село часто називають «Поволоч».

## Населення
За даними перепису населення СРСР 1939 року чисельність населення становила 5 730 осіб, з них українців — 4 871, росіян — 131, німців — 11, євреїв — 630, поляків — 29, інших — 58.

## Історія Паволочі

### Давні часи
Всі археологічні розкопки, проведені на території села, свідчать про безперервність проживання людей у цій місцевості починаючи принаймні з 4 тисячоліття до н. е. — років поширення трипільської культури на території України.
Поблизу Паволочі та Соколового Броду виявлено залишки поселення трипільської, 4-х поселень черняхівської культури, а також 2 давньоруські городища другої половини 1 тисячоліття.
Трипільське городище розташоване на південний схід від південної околиці містечка у кінці вулиці Ліски на пагорбах урочища Пристань. Займає високий мис правого берега річки Роставиці, з півдня і півночі оточене балками. Городище овальної форми 94×126 м, укріплене двома лініями валів та ровів, глибина рову 1,5-2 м. Зі східного боку розташований в'їзд завширшки 6 м. Друга лінія розташована в південно-західній частині на площі 46×60 м, ширина рову 2 м, глибина 1 м. Відкрито в 1946 р. експедицією Інституту археології АН УРСР під керівництвом В. К. Гончарова. Досліджувалося в 1947 р. М. Л. Макаревичем. Виявлено 5 наземних жител з глинобитними печами та, імовірно, 1 зруйноване трупопокладення, яке супроводжували мідна шпилька, мініатюрна посудинка та просвердлений зуб оленя. Пам'ятка належить до пізнього трипілля етапу СІІ.

### Княжа доба
Історичний регіон Поросся, до якого належить Паволоч, в XI — на поч. XII ст. заселяли слов'янські племена, названі в літописі поршанами (порошанами), та тюркські племена берендеїв або чорних клобуків. Існувала так звана Пороська оборонна лінія Руської держави. На ній було відомо 13 давньоруських городищ — Товарі(о)в, Дверен (нині — с. Набутів), Богуслав, Володарів (нині — Володарка), Ростовець (нині — с. Білилівка), Борови(о)й, Чуднаїв — фортеці зі змішаним слов'янсько-тюркським населенням, деякі з них (Корсунь, Торче(в)ськ, Юр'їв тощо) були значними міськими центрами. Чорні клобуки захищали південні рубежі держави, воювали в дружині князя.
Під 1177 роком в «Літописі руському» згадуються на лівому березі р. Роставиці шість берендицьких міст. В. Б. Антонович стверджував, що в число шести давніх городищ на р. Роставиці входило і давнє городище Паволоч. Цю думку поділяв і М. С. Грушевський.

### Литовська доба
Після золотоординської навали початку XIII ст. землі навколо Паволочі були суцільною пусткою. Лише після завоювання Київської землі в другій половині XIV ст. Литовським князівством та включення її земель до Великого князівства Литовського тут знову почали селитися люди, відновлювались або засновувались нові поселення.

Першим відомим із Литовської метрики власником Паволочі був двоюрідний брат Остафія Дашкевича Федько Дашкевич, землянин Брацлавський, який у 1505 році дістав від короля Олександра І Ягеллончика грамоту, яка стверджувала за ним володіння селами, серед яких згадується і Паволоч, надані ще його дідові Германові Дашкевичу за бойові заслуги. За іншими даними, 1503 року Олександр Ягеллончик «пожаловал своєму дворянину Йвану Дашкевичу вь Белоцерковскомь обводе поселение Паволочь». Саме це свідчення вважається найпершою згадкою про Паволоч. Остафій Дашкевич, староста канівський та черкаський, отримав її у володіння, знову таки, по одній версії у спадок від батька, по іншій — за заслуги у битвах проти татар від короля Сигізмунда І Старого орієнтовно в 1527 році. Дашкевич першим спорудив в ній замок. При ньому Паволоч стає містечком, починає зростати її населення.
Після смерті Дашкевича в 1540 р. Паволоч перейшла у володіння князів Ружинських. Нею володіли: Остафій Ружинський (намісник польського воєводи у Києві (1575—1581), козацький гетьман (1581—1583)) з 1540 по 1587 рр., з 1587 по 1601 рр. його сини Микола або Мись (низовий гетьман) та Кирик (отаман на Запоріжжі, наказний гетьман (1588), згодом черкаський підстароста) Ружинські.

### Паволоч у складі Речі Посполитої
Після інкорпорації українських земель до складу Речі Посполитої за актом Люблінської унії 1569 р. Паволоч також опиняється під владою Польщі. 1589 року місто отримує магдебурзьке право.
Населення Паволочі та навколишніх сіл активно брало участь у козацько-селянських повстаннях кінця XVI. Так, паволочани були активними учасниками повстання під проводом Криштофа Косинського у 1591—1593 рр. Наприкінці 1596 — на початку 1597 рр., під час повстання під проводом С. Наливайка, Г. Лободи та М. Шаули, загін повсталих на чолі з полковником Саськом гуртувалися біля Паволочі. Повстанці були там же розбиті загоном князя Кирика Ружинського, який в цей час діяв разом з поляками під керівництвом великого коронного гетьмана Станіслава Жолкевського, залишки їх втекли до Києва.
Спадкоємцем і наступником Кирика Ружинського близько 1601 р. став його син Роман Ружинський (гетьман військ Лжедмитрія II (1608). У 1609—1610 роках брав участь у поході польських військ на Москву). Під час походу до Московського царства він помер 8 квітня 1610 р. Одружений був із Софією Корапчейовською (Корабчевською), яка стала власницею наступних населених пунктів: Паволоч Нова та Стара з селами Почуйки, Саверці, Опарипси (Парипси), Попільня, Лісівці (Великі Лісівці), Койловка (Кіловка), Лозовики, Маркова Воля (Маркова Волиця), Харліївка, Гальчин, хуторами Ярешки, Бровки, Мойсеївка (Мусіївка), Ярки (?), Андрушівка, Макарова (Макарівка), Шпичинці, Верхівня, Турбійовка (Трубіївка), Вербова (Вербівка), Слобода Міньковецького (Миньківці), Кривошинці (Кривошиїнці), Сельжиновка (Селезенівка), Голуб'ятин, Єрчикова Слобода (Великі Єрчики); містечко Котельня стара та нова з Гальчином, Мінкова Воля (Міньківці), Павлівка (можливо, Павелки), Лебедині озера (Лебединці), Орапівка (?), Сокільча, Війтівці, Вербкова (Любимівка), Зарубинці, Красносілка (?), Довжик, Підкамінь, Озеряни; Новий та Старий Ружин, з слободою Чарнорудського (Чорнорудка), слободою Зерославського, містечком Городком, Вчорайшим, Ягнятином, Калинівкою, Чернижівкою, Старосіллям, Комарівкою, Гарапівкою. Княгиня зазвичай жила в замку в Паволочі, але пізніше між Паволоччю та Ружином заклала село, котре від свого дошлюбного прізвища назвала Корапчиєвом (Карабчиїв), побудувала в ньому для себе другий замок-резиденцію.
В 1612 р. маєтності паволоцькі лежали в руїнах, їх спустошив татарський набіг.
У першій половині XVII ст. посилився козацько-селянський повстанський рух. Історичні документи донесли до нас скаргу пана Петра Стрибиля з с. Студениця, датовану 1618 роком, на жителів Паволочі, Верхівні, Ходоркова, Корнина та інших містечок і сіл, які, зібравши загін у 2000 чоловік і напавши на маєток, спалили його, селян пограбували, а його «власний будинок не зруйнували заради викупу». Вони систематично здійснювали напади на маєтки інших місцевих шляхтичів.
В 1619 р. відбулася поблизу Паволочі відбувалася так звана Роставицька комісія, у результаті якої була підписана 8 (17) жовтня 1619 р. між українською козацькою делегацією на чолі з гетьманом Петром Сагайдачним, з одного боку, і великим коронним гетьманом Станіславом Жолкевським, з іншого, Роставицька угода про підпорядкування реєстрових козаків польському урядові. В угоді йшлося про обмеження козацького реєстру з 10600 до 3000 чоловік, про припинення козаками походів на Чорне море й обмеження свободи вибору козацької старшини, до королівської волі.
Згідно з люстрацією 1620 р. в Паволочі платили подимне 754 двори.
У 1625 р. Станіслав Конєцпольський, гетьман великий коронний, вирушаючи у похід на Подніпров'я для придушення козацького повстання під проводом Марка Жмайла, стояв табором біля Паволочі і відвідував княгиню Ружинську в її будинку. На зворотному шляху з того походу він знову проходив повз Паволоч. Зупинився ночувати тут під час дороги з Білої Церкви до Бару.
10 травня 1630 р. Паволоч згоріла від пожежі. Близько 1634 р. в Паволочі постав католицький костел.
В той час у Паволочі біля старої вдови князя Ружинського Ядвіги Ходкевич з'явився відомий на всю Річ Посполиту розбишака та авантюрист Самійло Лащ, котрий доводився їй родичем. Він різноманітними способами намагався отримати після неї у спадок паволоцькі маєтності. Не отримавши свого, він силою загарбав ці маєтності, змусив у 1631 році стару княгиню переписати їх на нього та вигнав її. Лащ у отриманих маєтностях всіляко придушував і обдирав місцевих жителів, збираючи з них винайдені ним «поволовщину» і «рогове від товару». Княгиня поскаржилася на нього до Сейму. Сейм скасував записи і Лащові з вини інфамії (позбавлення честі і доброго імені) загарбані маєтності велено було повернути. Проте Лащ маєтності не повернув. Тоді княгиня у вересні 1634 р. передала вирішення своєї справи знаному на всю країну вельможі Томашу Замойському, підканцлеру коронному, переписавши на нього всі свої маєтності, і судовий процес, який провадився по тому ж Лащу. Замойський послав від свого імені свого слугу, Яна Доброціського, мечника брацлавського, для набуття у володіння маєтностей. Проте, коли Доброціський приїхав до Вчорайшего, Лащ на нього напав та убив. Розгніваний Замойський ще того ж року добився інфамії для Лаща. Зрештою, після багатьох конфліктів сторони домовилися та підписали мирову угоду 28 січня 1635 р. в Замості, за якою Лащ зрікся перед урядом від своїх надуманих прав і записів на користь Замойського, отримавши як компенсацію близько 90 000 злотих. Звідтоді Паволоч, Ружин, Котельня і Вчорайше дісталися Замойським.
В 1637 р. Микола Потоцький, гетьман польний коронний, йдучи в похід вглиб України проти повсталого Павлюка, відпочивав з військом в Паволочі цілий день.
Від імені Томаша Замойського розпорядниками Паволочі були Ян Дубровський, потім Стефан Гарниш, котрий називався «реґіментарем козаків та драгунів волості котельнянської та паволоцької». За їхнього правління містечко розрослося; тут почали поселятися євреї. З метою залюднення своїх маєтків Т. Замойський переманював до себе селян інших феодалів. Це робили за його дорученням так звані «викотці», які допомагали втекти селянам до нового господаря, спокусившись на перспективи кращого життя, що їм змалювали агенти землевласника. В Паволочі була броварня, пиво якої було відоме по всій країні. При Томашеві Замойському зростає роль Паволочі в торговельних відносинах краю. Підтвердженням цього може слугувати скарб із 173 польських срібних монет XVII століття, знайдений тут 1866 року. Цього ж року було знайдено ще один скарб голландських талерів і польських шелягів.
Але Томаш Замойський недовго користувався набутими маєтностями, тому що помер в 1638 р. Паволоцькі маєтності перейшли у власність його сину Яну, підстарості калуському.

#### Паволоч в роки Хмельниччини 1648—1657 рр.
З початком Визвольної війни українського народу під керівництвом Богдана Хмельницького м. Паволоч опинилось у вирі буремних подій. Спочатку Паволоч належала до Білоцерківського полку, а саме сотенне містечко мало 99 козаків-паволочан і 21 карабчиївця. Влітку 1648 року біднота Паволочі і Котельні разом із населенням села Лісівці зруйнували маєток і садибу шляхтича А. Бонковського в с. Кіловці. Паволоцький війт Іван Куцевич-Миньківський здійняв повстання в Паволочі, арештував польських урядовців, сформував Паволоцький полк, який і очолив. Костел католицький був спалений, а замок завойований.
Після Корсунської перемоги армії Богдана Хмельницького, коли коронні війська покинули Київщину, татарська орда спрямувала туди свої загони у пошуках ясиру. Як оповідає очевидець тих подій Яким Єрлич, що на Київщині залишились самі селяни, які не були захищені від татар — ні козаками, ні своїми панами. Орда йшла через Паволоч, Котельню, Брусилів і Радомишль.
Козацьке військо на чолі з Богданом Хмельницьким зайняло Паволоч і перебувало в ній з перервами з 15 липня по 3 серпня 1648 р. Містечко невдовзі перетворилося на величезний козацький табір. Звідси він видав кілька своїх універсалів. Тут він приймає посланців, зокрема з Московського царства Болховського. 24 липня він пише листа московському цареві, у якому прохає допомогти. Та відповідь Москви була невизначеною: Московська держава ще не була готова до війни з Річчю Посполитою, а обіцянка допомогти Хмельницькому означала б проголошення війни з останньою. Звідси ж вирушив у похід під Пилявці, причому в його війську був і Паволоцький полк.
Паволоч була обрана контрольним пунктом просування козацької армії. Тут Хмельницький простояв протягом тижня, з 27 липня по 3 серпня, чекаючи, імовірно, оперативного орієнтування від Максима Кривоноса та підтягуючи військо. В Паволоч гінці від М. Кривоноса принесли йому приємну звістку про перемогу під Старокостянтиновом і про те, що цей район вільний для виходу козацької армії. Вранці 3 серпня Хмельницький вирушив далі.
У грудні 1648 р. Богдан Хмельницький зі своїм штабом знову прибув до Паволочі, коли повертався із
походу в Західну Україну і облог Львова та Замостя.
8 серпня 1649 р. Після закінчення битви під Зборовом було укладено Зборівський мир. Згідно з умовами цього миру, кордон між польським і українським військом, так звана «Козацька лінія», проходив по річці Случ, через місто Звягель, трохи західніше Димера, Овруча, Коростишева, Івниці, Паволочі, Погребища, Вінниці. Були ліквідовані Звягельський, Овруцький, Любартівський, Миропільський полки. За умовами цього договору у 1649 р. Паволоцький полк було перетворено в однойменну сотню Білоцерківського полку. Паволоцька сотня нараховувала 776 козаків. Хмельницький призначив в 1649 р. сотником Довгаля.
Після підписання Зборівського договору Богдан Хмельницький прибув до Паволочі, звідки розпустив свої війська по домівках. Перебуваючи в Паволочі, Хмельницький в серпні 1649 р. знову зустрічався з посланцем Московської держави. Трохи пізніше кримський хан, також на зворотний дорозі зі Зборова, напав на містечко і «посік його».
З відновленням Паволоцького полку у 1651 р. його сотні повернулися з Білоцерківського полку (його східна частина — Паволоч, Сквира, Антонів, Торчиця), крім того ввійшли Погребищенська і Борщагівська сотні Кальницького полку. Сотником Паволоцького полку у квітні 1651 р. був названий син Максима Кривоноса.
В цей час французький дипломат П'єр Шевальє називає Паволоч серед «найвидніших міст та фортець, які займають козаки». Повз містечко проходили караванні (торговельні) шляхи, які зв'язували Київ з Царгородом та країнами Західної Європи.
На цей час в Паволочі згадуються нові укріплення. Центральна частина міста з трьох боків була оточена річками Роставицею та Паволочкою, а з четвертої сторони проходив вал, перед яким був викопаний рів, який тягнувся від річки Паволочки до річки Роставиці. Вал у Паволочі укріплено дубовим частоколом та вежею з воротами, перед якими стояли рогатки — своєрідні загородження зі збитих колод, що утруднювали проїзд. Для оборони з півдня був старий замок, відділений від містечка ровом і валом. Замок той довкола був оточений дубовими палями, містив будинок та господарчі приміщення; підземний таємний хід вів до річки, у часи облоги неприятелем він слугував комунікацією містечка, у тому числі, для забезпечення його водою. З того замку було видно могилу «Івана» в полі, на котрій постійно стояв козак на варті. Біля нього була віха з в'язкою соломи, котру він запалював у разі наближення небезпеки. Цей вартовий попереджав населення містечка про наближення татар або поляків, щоб вони могли втекти або стати до оборони. У східній частині містечка, на високому мисі над Роставицею згадується ще одне укріплення. Воно складалось з дерев'яних оборонних споруд і було оточено потрійним рядом частоколу. Можливо, це було вже згадуване вище укріплення Остафія Дашкевича.
В червні 1651 р. під час битви під Берестечком кримський хан Іслам-Ґерай вийшов з бою, захопивши за загадкових обставин з собою Б. Хмельницького. Він вирушив до Криму, паралельно набираючи ясир на Волині та Поділлі. Паволоцький полк на чолі з Куцевичем-Миньківським виступив з Паволочі на допомогу обложеним козакам. Після виходу з оточення до Паволочі прибув І. Виговський, організувавши тут додаткові загони козаків, які стали громити ординців котрі, відступаючи, вели з собою ясир. Козацькі загони розбили під Паволоччю і Чудновим кількатисячну орду ногайських татар, які йшли попереду основних військ кримського хана. Дослідники вважають, що ці дії були направлені на визволення з полону Б.Хмельницького. І дійсно, 2 липня 1651 р. під Любаром Хмельницький був звільнений.
Врятувавшись з полону, Хмельницький, конвойований татарами, прибув до Паволочі, де стояв три дні. 6 липня дізнається від полковника Адама Хмелецького про гірку поразку під Берестечком. Гетьман зібрав 3 000 злотих для сплати ординським мурзам, а потім провів козацьку раду щодо організації відсічі ворожому наступу. Звідси були розіслані гетьманські універсали із закликом підніматися на боротьбу і збиратися до Маслового Ставу на козацьку раду. 7 липня Богдан Хмельницький рушив з Паволочі до Білої Церкви. А в Паволочі залишився формувати козацькі загони полковник І. Куцевич-Миньківський. Проте міська верхівка не підтримала заходи полковника, через що він змушений був зі своїми однодумцями податись до Б. Хмельницького. Після згаданої вище ради Паволоцький полк разом з Білоцерківським і Переяславським вирушив на північ, щоб стримати наступ карателів князя Януша Радзивілла.
Польська армія, йдучи з-під Берестечка, грабувала населення, хоча в окремих регіонах місцеві селяни і козаки й чинили опір. Пройшовши через Межирічку (Ємільчине), Трощу, Янушпіль, Ружин, 6 серпня 1651 р. передові частини коронного війська стали табором в Паволочі. З ними прийшов до своєї господи і паволоцький власник Ян Замойський.
Військо почало відходити від голодного походу, почало дуже пити, гуляти. Кілька корогв втекло до Таборівки. Паволоцький війт повідомив про це козаків. Двохтисячний загін козаків вступив в околицях міста в бій з наступаючим польським військом, яким командував кам'янецький староста Петро Потоцький (син полководця польської армії Миколи Потоцького). Поразка поляків була б неминучою, але їм на допомогу підоспіли вояки князя Яреми Вишневецького і примусили козаків відступити до Білої Церкви.
14 серпня 1651 р. ціле коронне військо під керівництвом великого коронного гетьмана Миколи Потоцького вступило до Паволочі і стало обозом біля містечка. Ян Замойський приймав вельможних гостей у своєму спорожнілому будинку. Після цього прийому князь Ярема Вишневецький важко захворів і невдовзі помер 20 серпня.
20 вересня 1651 р. під Паволоччю це польське військо розгромили козаки. Коронний гетьман ледве вийшов з життям і втік з невеликими рештками, залишивши в козацьких руках коло тисячі возів із нагарбаним добром.
Пізніше головні події розгорнулися під Білою Церквою. Бої тут чергувалися з мирними переговорами. 28 вересня 1651 р. було підписано відомий Білоцерківський мирний договір. Відповідно до нього польсько-козацький кордон пролягав через Вінницю-Самгородок-Паволоч-Макарів-Чорнобиль. Після цього Паволоцький полк тимчасово припинив своє існування.
В 1654 р. Паволоцький полк було відновлено. Тоді ж частина території Кальницького полку з містечком Дзюньків (нині село Погребищенського р-ну) відійшла до Паволоцького полку. Після переходу Богдана Хмельницького під протекторат Московського царства після Переяславської ради, до Паволочі приїжджає московський представник Телепнєв для вислуховування присяги на вірність цареві від полку Паволоцького. У Паволочі відбувся збір до спільного походу разом з московськими військами в липні 1654 року.
В січні 1655 року перед Охматівською кампанією тут знову були козацькі війська. Хмельницький востаннє перебував у Паволочі 26 листопада 1656 року. Відомо кілька універсалів та листів, написаних тут.

#### Паволоч в рокиРуїни
Паволоцький полк після вступу на гетьманство Юрія Хмельницького перейшов на його сторону і під його керівництвом брав участь у битві під Слободищем (1660) проти коронного війська. Юрій Хмельницький в тій битві був розбитий і, втікаючи, впав до Паволочі, звідки випровадив гінців до короля «жебрати милосердя».
За гетьманства Павла Тетері полковником паволоцьких козаків був Іван Попович з Ходоркова, який до того був священиком. Саме він став прообразом полковника Шрама у романі П. Куліша «Чорна рада».
Гетьман робив спроби відновити деякі правові норми, що фіксували соціальну залежність одних станів від інших і які існували в Україні до 1648 р. Це призвело до протигетьманських виступів. Найпотужнішим з-поміж них було повстання паволоцького полковника І. Поповича в травні 1663 р.
Повстання охопило значну територію, у Паволочі формувались загони озброєних селян. І. Попович об'єднав свої дії з козаками наказного гетьмана Лівобережної України Якима Сомка. Па допомогу повстанцям ішов загін запорізьких козаків на чолі з І. Сірком, але, зупинений ворогами, змушений був повернутись на Січ. Повстанцям вдалося вигнати шляхту з території полку, однак гетьман Павло Тетеря придушив повстання. І. Попович після тортур був страчений
Сам Тетеря провадив слідство над бунтівником. 15 червня цього ж року Івана Поповича страчено. Його смерть приглушила полум'я повстання. Літописець описує деталі страти Поповича: 15 червня цього попа засуджено до такої смерті: спочатку розпеченою цеглою або каменем зітерти «гуменце», що й було вчинено; тоді Поповича віддали до рук ката, який його терзав. Гетьман Тетеря нікого не допускав до підсудного. Він наказав катові прикласти йому до ребер розпечене залізо, потім звелів і катові одійти. Взявши папір і чорнило, сам допитував: хто його підмовляв до повстання, чи, може, сам його задумав, і кого з полковників або сотників він міг би назвати як своїх співучасників. Кат кілька разів мучив свою жертву й після кожного разу відходив од нього, а Тетеря допитував у четверо очей, і насамкінець звелів відтяти жертві руки й ноги, а тулуб кілька годин лежав на майдані, аж доки не спалили. Відтоді полк паволоцький тримався при Тетері та Речі Посполитій.
В 1664 р. Стефан Чарнецький, повертаючись із задніпровського походу, залишив у Паволочі артилерію та драгунів, а сам із німецькою піхотою і гусарами поспішив на порятунок Тетері, обложеному І. Брюховецьким у Чигирині. Потім він наказав зміцнити Білу Церкву, Корсунь і Паволоч, поставити їх на оборонну ногу, їхні фортеці, котрі були сильно поруйновані, відновити, і помістив у них постійні залоги під командуванням генерал-майора Яна Стахурського. В Білій Церкві та в Паволочі була залога не більше ніж 1000 чоловік. Проте, під боком тих залог стали теж і полки козацькі. Залоги містилися у замку, полки у місті та по маєтках. Проте ще в цьому ж році Стахурського від командування було усунуто і залоги були зняті.
За Андрусівським перемир'ям 1667 р. між Московською державою та Річчю Посполитою Паволоч залишилася у складі останньої.
За гетьманування Петра Дорошенка у Паволочі з'явилась гетьманська залога, котра постійно грабувала населення навколишніх населених пунктів. У 1674 р. король Ян Собеський з 35 тисячами увійшов до України; Немирів і Брацлав та інші міста одразу йому здалися, лише Паволоч чинила опір. Взимку 1675 польський уряд дізнався про похід на Правобережну Україну гетьмана Дорошенка і його союзника Хаджі Селім Ґерая — кримськотатарського хана. Проти них зібрали військо з М. Сенявським та литовським князем М. Радзивіллом. Бій стався під Паволоччю, у якому 4000-не татарське військо зазнало поразки. Після цього Міхал Казимір Радзивілл, гетьман польний литовський, обложив Паволоч. Він здобув місто, яке було під Дорошенковою владою і яке мало у себе в залозі від Дорошенка сердюцький полк. А Дорошенкові серденята, що схилилися Литві на умови, були відпущені з Паволочі і прийшли у Брацлав до короля Собєського, який, давши їм обмундирування й грошову плату, затримав при собі для подальшої служби. Існує дві версії вищевказаних подій. За однією з них (польських хроніст Ян Юзефович) 3000-й загін війська М. Радзивілла обложив Паволоч і після жорстокого приступу місто здалося на милість короля. Після взяття Паволочі керівник запорозьких козаків Іван Сірко волею польського короля був оголошений головнокомандувачем («dictator») Запорозького війська. За іншою версією, при взятті Паволочі здалося 800 чоловік якихось козаків; з них король Речі Посполитої створив потім особливий корпус, роздав їм гроші та одяг і призначив «гетьманом» І. Сірка.
Наступного року польський король змушений був укласти мир (Журавненський мирний договір) з турками та татарами, за яким Паволоцька земля, поряд з Київською та Білоцерківською, залишилися за козаками у підданстві Речі Посполитої.
Після смерті Яна Замойського, старости калуського, наступником і спадкоємцем маєтностей його став Станіслав-Ян Конецпольський, проте він помер у 1682 р. і всі маєтності, як і «тракт Паволоцький», записав Яну Олександру Конецпольському «як найближчому по крові до дому його». Але вже тоді паволоччина була повністю безлюдна. Людей порозганяли війни. Існує інвентар Паволочі і сіл, які до неї належать, написаний під час вступу до маєтностей тих Яна Олександра Конецпольського 20 січня 1683 р. «Населення того міста 42 підданих, жидів 3 тільки… Всі навколишні села пусті, на котрих люди мешкали, з котрих урочища пусті розміщені над ріками Роставиця, Верхівня, Ольшанка, Паволочка, Кам'янка, Унава». Новий власник віддав їх у оренду відповідно до контракту в 1701 р. за 18 тисяч Якубу Ледуховському.
В 1691 році селянські та козацькі загони громили шляхту поблизу Паволочі. В 1694 р. відбувалися бої між козацькими і шляхетськими військами в районі міст Фастів, Корнин, Коростишів. Шляхті з великими зусиллями вдалося придушити ці виступи.

#### Паволоч у XVIII столітті

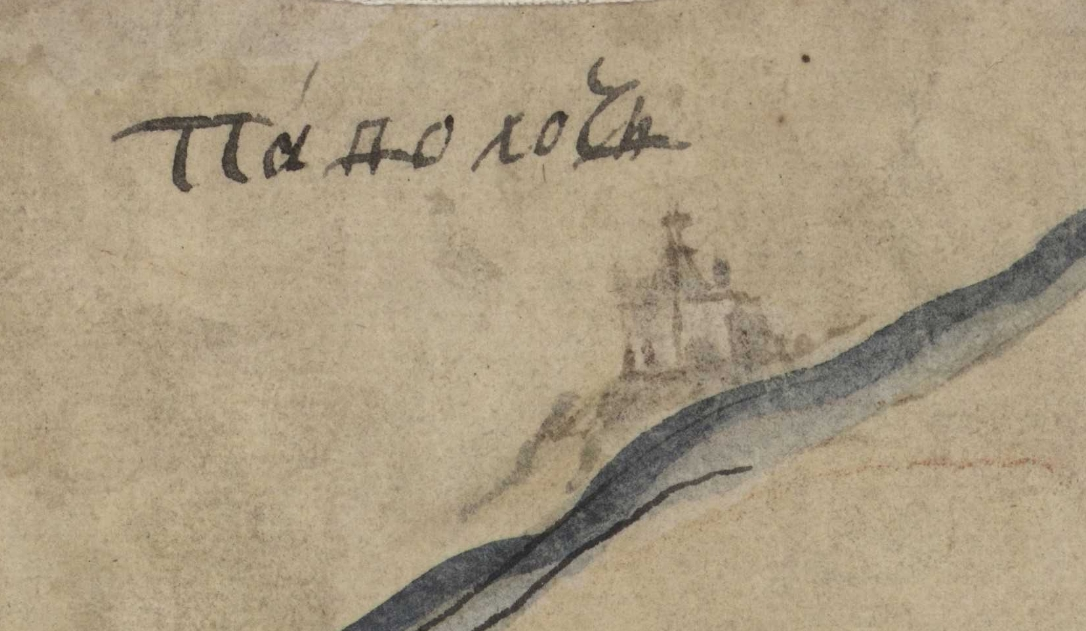
Паволоч на карті XVIII століття

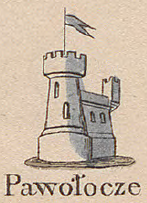
Паволоч на мапі Зигмунда Герстмана

Під час козацького повстання під проводом полковників Палія, Самуся та Іскри, восени повстанці захопили Білу Церкву, Немирів, Бердичів, Бар, Фастів та інші міста, серед яких була і Паволоч. Палій, захопивши пустельні простори навколо Паволочі, коло себе згуртував людей, собі привласнив формальний уряд та повну незалежність і поширив свою владу на всю Фастівщину і Паволоччину (так звана Паліївщина).
Цар Петро І в 1704 р. наказав гетьману Мазепі увійти в польське пограниччя. Згідно зі свідченнями Г. Граб'янки, у червні у таборі поблизу Паволочі правобережний гетьман Самусь передав Мазепі булаву, бунчук та королівську грамоту на звання гетьмана. Так Іван Мазепа, який доти формально титулувався «гетьманом обох сторін Дніпра», став справжнім правителем об'єднаної Гетьманської України.
Був Мазепа в Паволочі майже ціле літо. 31 липня 1704 р., коли Палій прибув до табору Мазепи в Паволочі, Мазепа передав йому виклик царя прибути негайно до Москви. Палій відмовився. В Бердичеві гетьман наказав схопити останнього, маючи докази того, що він зрадив царя і ніби мав зносини з Любомирськими і шведами, та відставити його до Батурина. По дорозі Палій утік. Але російська сторожа зловила його й відставила до Москви. Після цілорічного ув'язнення в Москві, цар видав 10 серпня 1705 р. наказ заслати полковника Семена Палія на Сибір, до Томська. В 1705 р. ще раз Мазепа, йдучи на Волинь, на полях Паволочі стояв обозом.
Після падіння Палія, коли його «вольниця» розпалася, Паволоч знову стала пусткою і в 1714 році у ній налічувалося лише 70 халуп. 1714 року було остаточно ліквідовано Паволоцький полк. Однак скоро стараннями власника, Яна Олександра Конецпольського, містечко почало зростати. Біля міщанської постала і єврейська слобода. Почали в Паволочі осідати крайові та закордонні купці. Розпорядником того маєтку був Петро Зозулинський. В 1716 р. взяв у оренду ті маєтності Вацлав Ржевуський. Проте в 1719 році помер бездітним Ян Олександр Конецпольський, дідич паволоцький, одружений з Пебронією Ржевуською і весь гігантський спадок по ньому перейшов Валевським, а від тих, через купівлю на аукціоні, в 1722 р. до князя Єжи Александра Любомирського, обозного великого коронного.

Наполеон Орда. Ратуша на центральній площі Паволочі. 1870—1874 рр.

Князь Любомирський зіткнувся з проблемою залюднення як Паволочі, так і інших своїх маєтків у цьому краї. Адже за часи Хмельниччини, у результаті Великої Руїни кількість населення на Правобережжі значно скоротилась. Тому охочим переселитися сюди князь обіцяє звільнення на визначений термін (10-20 років) від усіх феодальних повинностей. Під час володарювання того князя Паволоч ще більше зросла і розбудувалась. Постала тут мурована ратуша, а торговельний шлях, який проходив поряд, повністю оживив містечко. Тут відбувалися славні ярмарки, на них продавалися московські та турецькі товари. Постали також і заможні фільварки в маєтностях. Князь Любомирський завів стадо коней в Паволочі та Шаргороді, які сильно цінувалося в Польщі, у паволоцькому табуні працювали неаполітанські табунники.
1723 року у Паволочі жителі збудували Покровську церкву.
18 (7) жовтня 1736 р. в Паволочі гайдамаки під проводом І. Медведя, М. Гриви, І. Жили, а також Рудя, Іваниці, Харка, розгромили шляхетське військо, захопили паволоцький замок, вбили губернатора Зозулинського, багатьох можновладців і 35 євреїв, пограбували їхнє майно.
На 1741 рік у містечку налічувалось чотири православних храми: Покровська (1723 р.), Михайлівська, Богоявленська (1730 р.) і Благовіщенська церкви, а також костел. Михайлівська церква була біля замку на одному кладовищі з римським костелом. Князь Любомирський збудував два цегельні заводи, винокурню.
Паволоч потім належала синам князя Єжи Любомирського, Юзефу, підстарості коронному, і Станіславу. Після вбивства Юзефа Зозулинського від їхнього імені розпорядником паволоцьким став Ждановський. У 1747 р. наступники по колишньому власнику Паволочі князю Роману Ружинському (Семенські, Оссолінські, Жмигродські тощо) відновили справу спадку по тому ж князю, розпочату ще перед війною Хмельницького, проте три судові рішення 1747, 1760 та 1762 рр. назавжди відкинули їхні домагання.
Перший костел католицький був спалений ще за Хмельниччини. 5 листопада 1751 р. князь Юзеф Любомирський заклав тут новий костел під титулом Святого непорочного зачаття. Він також надав костелу 1500 злотих і село Ксьондзівку (передмістя Паволочі). Окрім того, костел паволоцький від легатів Юзефа Бодаковського, Войцеха Буссольського, Яна Бялковського, Яна Фаленського, отримав 7300 злотих.
В 1765 р., з розповіді регіментаря князя Чарторийського, спіймано в Паволочі сотника Харка, який був ватажком гайдамацького руху. Він був страчений в Шамраївці. Про цю подію народ український склав і зберіг чимало пісень:
| Ой, як сотник, як став Харко у Паволоч уїжджати, Ой, вийшов же та пан Паволоцький медом-вином частувати, Ой, як став сотника, а сотника Харка, медом-вином частувати, У панські палаци до матці хрещеної у гостину зазивати... |
Після Коліївщини 1768 року в Паволочі поширився мор. Приблизно в той час дідич, князь Юзеф Любомирський передав Остропіль, Звягель, Ружин і Паволоч князю Касперові Любомирському, воєводі краківському.
В 1775 р. налічувалось у Паволочі 396 будинків, які платили подимне. Свідченням відновлення колишнього економічного благополуччя став дозвіл польського короля Станіслава Августа Понятовського 11 березня 1775 р. на проведення у Паволочі двох великих ярмарків, які здавна тут проводились. Один з них — більший — тривав чотири тижні. Влаштовувався він восени у жовтні, починався на свято Святого Дмитра. Другий, двотижневий починався на Великий піст. На ярмарки до Паволочі прибували купці звідусіль, тут укладались контракти на великі суми.
В 1787 р. король Станіслав Август Понятовський в своїй подорожі до Канева, прибув до Паволочі та ночував у мурованому будинку, можливо у місцевій ратуші. В 1791 р. було впроваджено новий розподіл воєводств на землі та повіти. Київське воєводство було розділене на повіти: Житомирський, Овруцький, Наддніпрянський та Київський. Центром Київського повіту стала Паволоч. Сеймики мали відбуватися в місцевому парафіяльному костелі. Однак, мешканці Київського воєводства через те, що в Паволочі не було будівлі, у котрій суди землевласників могли мати підходяще приміщення, просили на сеймі в 1792 р., щоб з Паволочі центр повіту був перенесений до Івниці в зв'язку з кращою забудовою останньої, а найбільше через те, що Прот Потоцький призначав свій палац-резиденцію в тій самій Івниці для цих засідань.
В 1793 р. згадується в Паволочі пошта. Поштмейстером був (Г)Уляницький.

### Паволоч під владою Російської імперії
Після 2-го поділу Польщі та входження у 1793 р. до складу Російської імперії, Паволоч стає волосним центром Сквирського повіту Брацлавського намісництва, в 1797 р. після ліквідації останнього — волосним центром Сквирського повіту новоствореної Київської губернії.

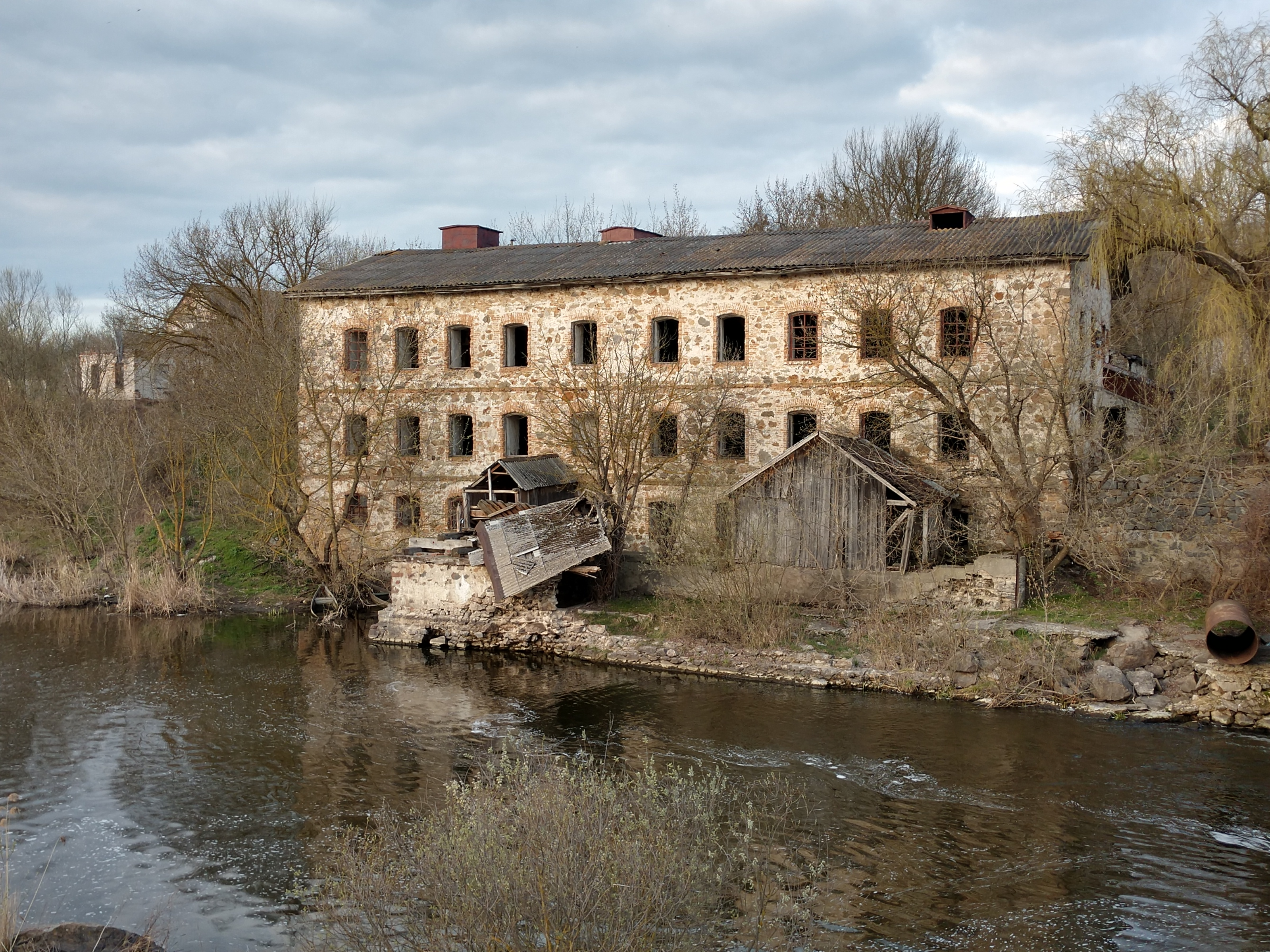
Паволоч, водяний млин

В 1805 р. дочка князя Каспера Любомирського Маріанна (Марія) Уварова продала Паволоч з Малими Лісівцями своєму чоловіку Федору Петровичу Уварову, по смерті якого містечко дісталось його родичам Федорові та Андрієві Уваровим. Після смерті Федора Уварова в 1840 р. половина Паволочі з 4720 десятинами землі перейшла у спадок до внуків його, Дякових, котрі потім продали її Станіславу Абрамовичу; друга половина містечка з 2902 десятинами землі, з передмістям Гать, на аукціоні була придбана княгинею Цецилією з Моршковських Радзивілл, яка записала її заповітом князю Вільгельму Радзивіллу, а той цю половину продав Станіславу Абрамовичу. Останній 1868 року продав Паволоч поміщику В. В. Гудимі-Левковичу, а він невдовзі змушений був віддати в заставу щойно придбаний маєток Петербурзькому Товариству взаємного поземельного кредиту.
Цього ж 1866 року на умовах орендного утримання брати Попови використовували два паволоцькі млини. У містечку при Богоявленській церкві діяла відкрита ще 1845 року парафіяльна школа і ще одна — при Покровській церкві.
В середині XIX ст. обидві половини містечка належали Гудимам. Передмістя Ксьондзівка належала до казенних земель. При Богоявленській церкві було відкрите зразкове училище. Тут постав новий мурований костел, відбудований у 1852 році. Паволоцька католицька парафія належала до сквирського деканату, налічувала 1470 вірян та філії: Верхівня, Єрчики, Векш (?); каплиці у Трубіївці та Макарівці. В 1886 р. містечко з передмістям Ксьондзівка налічувало 4 562 жителів, з них 2 617 православних, 250 католиків, 1 695 євреїв.
Наприкінці XIX ст. в Паволочі було дворів 985, жителів 8 169. Церков 2, костел, 2 школи, лікарня, 2 водяних та 2 вітряних млини, 10 ярмарок, базари через кожних два тижні.

### Паволоч в XX столітті
В 1910 р. в Паволочі було 976 дворів, 7 844 мешканці, 2 церкви, католицький костел, 2 церковнопарафіяльні школи, шпиталь, 2 млини, 2 вітряки, відбувалося 10 річних ярмарків. Паволоцька волость обіймала 1 містечко, 6 сіл та 3 малих села, налічувала 15 454 мешканців (210 католиків, 18 розкольників, 3 євангелісти, 3 686 євреїв), 19 216 десятин землі, у тому числі 9 551 десятин великих маєтностей, 8 967 десятин волосних земель, 698 десятин церковних земель.
В місті з 1907 року діяли вечірні класи для дорослих. 1913 року Паволоч стала центром селянських заворушень. Було здійснено 17 підпалів садиб заможних селян групою бідних селян з 10 осіб, у відповідь влада направила поліцію, на яку селяни вчинили напад. Перед 1917 р. Паволоч була у володінні Баскакових.
У період Визвольних змагань єврейське населення Паволочі постраждало від погромів, вчинених частинами, Добровольчої армії (1919), 1-й Кінної армії (1920) та місцевими бандами.
Село Паволоч в 1932—1933 рр. входило до складу Паволоцької сільради Попільнянського району Київської області. Під час Голодомору у 1932—1933 рр. загинуло до 1300 осіб, встановлено прізвища 102 чол. Померлих від голоду ховали, за словами очевидців та старожилів, на двох кладовищах. Згідно з інформацією мешканця с. Паволоч Піляя Юрія Васильовича, який давно займається вивченням голодомору, у селі загинуло більше двох тисяч осіб. В листі він наводить кілька спогадів, які змальовують ситуацію 70-літньої давності: «Проживає в нашому селі Андрій Пилипович Горішняк — ветеран Другої Світової війни та праці. В тому страшному тридцять третьому, вибившись з сил, упав він біля воріт. Його підібрав їздовий, в обов'язки якого входило звозити на цвинтар померлих, вкинув на грабарку і Андрія Пилиповича. А той дорогою до цвинтаря прийшов до тями і сповз з грабарки і приповз додому. За це їздовий прибіг додому до Горішника і набив його за те, що той утік, бо тепер їздовий не отримає черпак баланди. Таких прикладів, від яких холоне кров, я можу навести багато…»

#### РокиНімецько-радянської війни1941–1945
У відповідь на напад Німеччини понад 500 жителів Паволочі стали на захист Вітчизни. З них 412 відзначено орденами і медалями, а 213 не повернулися з фронту. 1968 р. в їх пам'ять встановлено обеліск Слави.
14 липня 1941 року Паволоч зайняли війська вермахту, а 5 вересня 1941 року військовими німецької Айнзацгрупи було знищено 1500 євреїв.
За даними дослідників, у Паволочі з другої половини 1941 року діяла низова ланка ОУН (б). ЇЇ діяльність почалася зі створення підпілля, збирання зброї та залучення прихильників до своїх лав. Водночас, проводилася агітація населення про ведення боротьби за Українську Самостійну Соборну Державу.
27 грудня 1943 року в ході проведення Житомирсько-Бердичівської наступальної операції війська 1-го Українського фронту, а саме, головні сили 38-ї армії оволоділи населеними пунктами Гардишівка, Андрушівка, Павелки, Вчорайше, Бистріївка, Паволоч..
Жителі Паволочі на загальних зборах 16 січня 1944 р. склали акт про звірства нацистів. В акті говориться: «26-го листопада 1943 року в 4:00 ранку нацисти оточили Паволоч і зігнали всіх громадян до церкви. В цей день фашистські нелюди закатували на смерть і розстріляли 136 радянських громадян. Вчинивши цю криваву розправу над людьми похилого віку, жінками та підлітками, німці погнали з собою понад 400 наших односельчан. Про їхню долю досі нічого невідомо». За дорученням загальних зборів акт підписали жителі села Паволоч: Дончик, Курсон, Чернуха, Карпиця, Огородник.

#### Від післявоєнних років до наших днів
В 70-х роках на території Паволочі була розміщена центральна садиба колгоспу ім. Г. К. Орджонікідзе, за яким було закріплено 6178,3 га сільськогосподарських угідь, у тому числі 5909 га орної землі. Тут діяв перший в області індустріальний комплекс відгодівлі свиней. Колгосп мав пилораму, автомайстерню, три столярні майстерні, три кузні. Крім колгоспу, у Паволочі діяли галантерейна фабрика, держмлин з олійним і круп'яним цехами. Працювали середня та восьмирічна школи, де 55 педагогів навчали 661 учня, будинок культури на 450 місць, два клуби, 6 бібліотек з фондом понад 30 тис. книг. Діяли дільнична лікарня на 50 ліжок з рентгенологічним, зубопротезним кабінетами та кабінетом фізичних методів лікування, аптека, 2 дитячих ясел, відділення зв'язку, автоматична телефонна станція на 100 номерів, майстерня побутового обслуговування, 9 магазинів, їдальня.
В роки незалежності традиційним стало проведення в Паволочі козацької мистецької толоки. В першій — 2007 р. — встановили пам'ятний знак козацькому місту. В другій — відновили козацьку криницю. 12 вересня 2009 р. в селі протягом третьої паволоцької козацько-мистецької толоки відбулося урочисте відкриття пам'ятника гетьману України Богдану Хмельницькому. 11 вересня 2010 р. в Паволочі під час четвертої художньо-мистецької толоки було освячено меморіальну плиту на місці страти паволоцького полковника Івана Поповича, якого в народі називали Шрам та зобразив в своїй історичній повісті «Чорна рада» П. Куліш. До п'ятої художньо-мистецької толоки в 2011 після ремонту невпізнанно змінився будинок колишньої синагоги, а тепер — історико-краєзнавчий музей і став окрасою села.

### Єврейська громада
Євреї почали поселятися в Паволочі з самого початку її заснування. Цьому сприяло розміщення містечка на перетині важливих торговельних шляхів.
В 1683 р. в Паволочі проживало 3 євреї, в 1765 р. в Паволочі та навколишніх населених пунктах — 104, в 1847 — 2113, в 1886 — 1695 (37 %), в 1897 — 3391 (37,4 %), в 1923 — 1782, в 1926 — 1837, в 1939 — 630 євреїв (11 %).
В 1648 р., у часи Хмельниччини, євреї покинули Паволоч, спасаючись від погромів в укріплених містах Остріг, Полонне та інших.
В 1663 році під час повстання паволоцького полковника І. Поповича повстанцями було винищено майже все єврейське населення. В 1736 р. в Паволочі відбувся погром, влаштований гайдамаками; під час нього було вбито 35 євреїв; збитки від грабунків єврейського майна склали 125 тис. злотих.

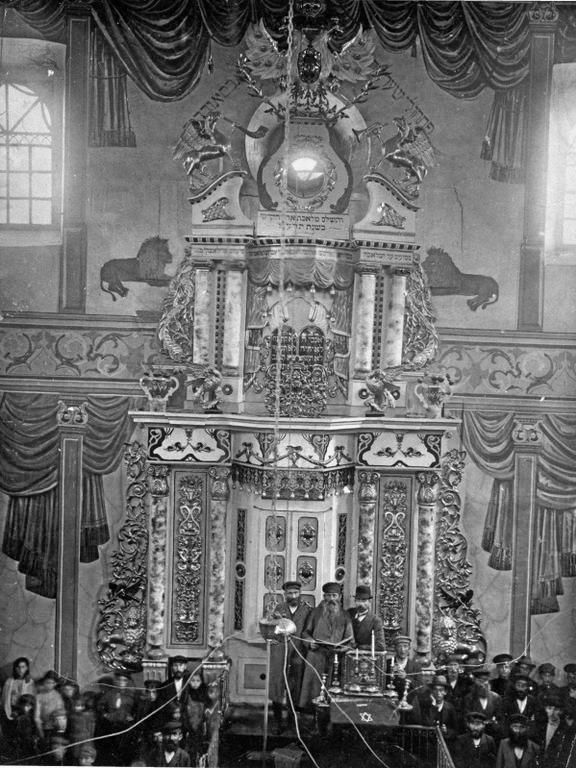
Інтер'єр Паволоцької синагоги

В 70-х рр. XVIII ст. у центрі села на кошти єврейської общини була побудована синагога, яка збереглася до наших днів. Будівля двоповерхова, має довжину 18,5 м, ширину 14 м, дев'ять дверей, п'ятнадцять великих вікон і сімнадцять малих вікон на першому та другому поверхах. У плані споруда має форму квадрата. Пілястри розміщувалися над вікнами. Головний фасад будівлі спланований на захід. Стіни цегляні, сірого кольору, поштукатурені. Чотири внутрішні бані огороджували головну частину синагоги — підвищення для читця, ділили залу на дев'ять рівних частин. Усі вони реставровані. Стеля та внутрішні бані не збереглися. До 1935 р. синагога служила молитовним домом, осередком вивчення юдаїзму й місцем зібрання єврейської общини. З підвищення для читця відбувалися читання й коментування Біблії та Талмуду й промовлялося Благословення. Будинок використовувався також і для світських справ. У залі могло розміститися близько тисячі віруючих. З 1937 р. по 1939 р. в будинку працювала початкова школа, затим до 1941 р. — функціонував кабінет військової підготовки. Під час війни 1941–1945 рр. німецькі окупанти використали будинок для господарських цілей.

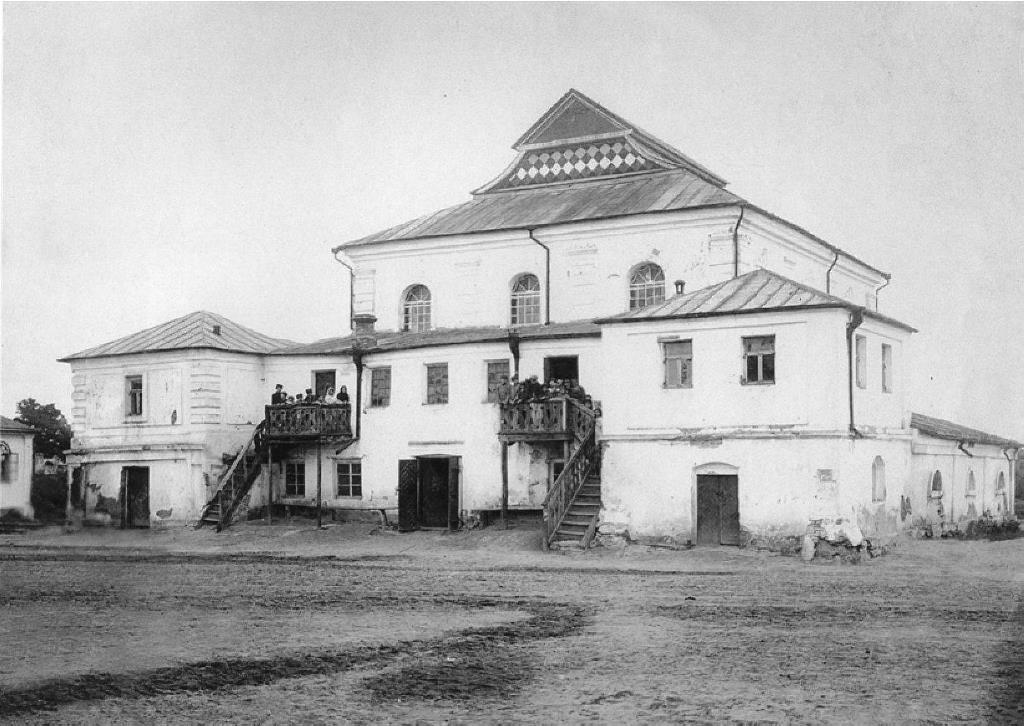
Синагога в Паволочі 1912 року

Після визволення с. Паволочі від німецьких окупантів і до 1967 р. будинок використовувався як спортивний зал, затим до 1973 р. в ньому діяв сільський клуб. У 1981 будинок став аварійним. У 1989–1993 рр. на кошти колективного сільського господарства здійснювалася реставрація приміщення, після чого в ньому відкрився сільський музей, який діє по даний час.
В 1843 в Паволочі діяли 3 синагоги. В 19 — на поч. 20 ст. основними заняттями єврейського населення містечка були ремесла, мала роздрібна та транзитна торгівля. Наприкінці 19 — на поч. 20 ст. багато паволоцьких євреїв виїхало до США, де в 1907 земляцтвом було організовано благодійне товариство. В 1910 р. в Паволочі діяли 6 синагог, єврейське кладовище. В 1913 р. працювало єврейське ссудо-ощадне товариство. В 1914 р. євреям належали 5 складів аптечних товарів, 5 лесових складів, два заїжджих двори, булочна та фотомайстерня, 62 лавки та магазини (в тому числі всі 25 бакалійних, всі 16 мануфактурних, всі 5 галантерейних, єдиний меблевий магазин).
У період Визвольних змагань єврейське населення Паволочі постраждало від погромів, вчинених частинами Добровольчої армії (1919), 1-ї Кінної армії (1920) та місцевими бандами. Між 4 та 8 вересня (18-22 вересня по новому стилю) 1919 р. у Паволочі загін Добровольчої армії (близько 50 козаків-донців) протягом трьох діб, вчинивши погром єврейського населення, грабував і спустошував місто. Награбоване на підводах вивозили до села Порижі, де був штаб загону. Більшість жителів містечка були жорстоко побиті, 1 єврейська жінка була вбита, багато жінок було зґвалтовано. Після цього, 7 вересня в містечко увійшов новий загін, командир якого почав вимагати від жителів контрибуцію в розмірі 50 тисяч рублів. І без того наляканим жителям Паволочі довелося виконати його вимогу. Про ці інциденти жителі повідомили Київську єврейську общину і просили в неї матеріальної допомоги.
В Паволочі діяв загін самооборони під командуванням Ш. Жидовецького. З кінця 1920-х рр. — центр єврейської національної селищної ради.
14 липня 1941 р. Паволоч зайняли війська вермахту. Значна частина єврейського населення евакуювалась або була мобілізована. За даними історико-краєзнавчого музею с. Паволоч, 5 вересня 1941 р. тут було розстріляно близько 2000 євреїв з Паволочі та навколишніх сіл (в тому числі, із с. Романівка). Очевидно, ця цифра сильно перебільшена, бо 1939 р. у Паволочі проживало 630 євреїв, з яких після війни повернулись в село не більше 10. В травні 1942 р. в Паволочі було розстріляно 136 євреїв. Братська могила знаходиться в північно-східній частині села, біля християнського кладовища. У ній, згідно з даними Попільнянського райвідділу культури, поховано 136 чоловік.

## Відомі люди
- Вишневецький Ярема-Михайло (17 серпня 1612 — 20 серпня 1651) — відомий державний діяч Речі Посполитої, помер під Паволоччю 20 серпня 1651 р.
- Дашкевич Остафій (1455—1535) — руський київський шляхтич. Один з перших відомих власників Паволочі (після 1527), фундатор паволоцького замку.
- Ковальський Францішек (1799–1862) — польський поет, письменник, педагог, мемуарист, перекладач. Народився 21 березня 1799 р. у Паволочі.
- Любомирський Станіслав (1704—19 липня 1793) — князь, державний діяч часів Речі Посполитої та її розділів, магнат, меценат. Дідич Паволоцького ключа.
- Москальчук Микита Андрійович (20 жовтня 1902 — 14 листопада 1943) — радянський офіцер, Герой Радянського Союзу, був смертельно поранений у боях за Паволоч 14 листопада 1943 року.
- Решетньов Василій Олексійович (29 грудня 1911—1985) — український радянський архітектор.
- Семен Пащенко — козак 7 Синього полку 3 пішої Залізної дивізії армії УНР, загинув під час російсько-української війни (не пізніше 1919 р.)

### ПолковникиПаволоцького полку(1648—1675)
- Іван Куцевич-Миньківський (липень 1648 — жовтень 1649; квітень — вересень 1651).
- Адам Хмелецький (1648 — травень 1652).
- Олександр Кривоносенко (1649, 1651).
- Степан Хмелецький (1651–1653).
- Михайло Суличич (червень-липень1653 — 1654; травень 1655 — травень 1658).
- Григорій Зубченко (квітень 1654 — травень 1655).
- Михайло Богаченко (1654–1657).
- Іван Богун (1658–1660, 1663–1664).
- Іван Попович (1660–1663).
- Василь Петровський (1663).
- Павло Яненко-Хмельницький (1663–1664).
- Ярош Грицина (1664–1670).
- Бутенко Степан (1670–1671).
- Григорій Гамалія (1671–1673).
- Андрій Дорошенко (1673–1674).
- Яків Гамалія (1674).
- Костянтин Мигалевський (1674).
- Павло Низькогляд (1674–1675).